# Un chat un chat
Un chat un chat é um filme francês de Sophie Fillières, estreou em 2009.

## Elenco
- Chiara Mastroianni : Célimène
- Agathe Bonitzer : Anaïs
- Malik Zidi : Antoine
- Dominique Valadié : a mãe
- Sophie Guillemin : Marion
- Philippe Morier-Genoud : Dimitri, o amigo da mãe
- Esther Garrel : Sybille, amigo de AnaïsReferências

1. ↑  AlloCine, Un chat un chat, consultado em 3 de setembro de 2018